# Ільїна Людмила Вікторівна
Ільїна Людмила Вікторівна (29.10.1954-08.03.2023) –  українська поетеса, авторка поетичних збірок для дітей, молоді, дорослих, член Національної спілки письменників України (1995)

## Біографія
Народилася і жила в Чернівцях. Батьки Віктор Миколайович і Анна Дмитрівна. З дитинства хворіла тяжкою невиліковною хворобою, але спромоглась успішно реалізувати себе у творчості. Батьки постійно допомагали їй у цьому. Заочно закінчила Чернівецький державний університет (1983 р.).
Людмила Ільїна – дебютувала добіркою віршів у газеті «Радянська Буковина» (від 21 червня 1975 р.). Її вірші друкувались у колективних збірниках «Молодий день», «Ранковий клич», «Дзвінке джерело», «Первоцвіт», у журналі «Крестьянка». Писала російською та українською мовами. Окремі твори перекладено українською та молдавською мовами. Авторка книг для дітей «Хорошо иметь друзей» (1982), «Разговаривали пони» (1987), «Сам игрушки мастерю» (1991; усі – Київ), «Шкатулка с секретом» (2002), «Раньше всех я завтра встану» (2008), «Примхлива киця» (2009; усі – Чернівці).  Кілька віршів поетеси покладено на музику композиторами М. Гаденком та О. Шаком. В. Китайгородська про письменницю: «Людмилі Ільїній вдалось багато. Її віршовані збірочки для дітей – милі, проникливі, повчальні – зіткані з великою любов’ю до малюків, природи, яка й сама потребує захисту, як дитина».
У віршах Л. Ільїної безліч образів пов’язаних з природою. Поетеса володіє магією слова, описуючи квіти, птахів, дерева. Познайомившись з її творами  діти навчаються доброти, порядності, дружби.
У Чернівецькій обласній бібліотеці для дітей (1995 р.) відбулася презентація книги Л. Ільїної «Под знаком милосердья и любви». 
Віталій Демченко присвятив Людмилі Ільїній вірш «Сильная духом», який увійшов у серію листівок «На полустанку живослова: до 65-ї річниці заснування Чернівецької обласної організації Національної спілки письменників України : серія листівок віршів-присвят».
Людмилі Ільїній присвячена серія листівок-присвят «На зав’язі межі : до сороковин втрати української письменниці Людмили Ільїної».

## Нагороди
- Лауреат обласної премії ім. Кузьми Галкіна (1990)
- Лауреат обласної премії ім. Дмитра Загула (2018).

## Твори
- Ильина Л. Под знаком милосердья и любви : стихи / Л. Ильина. – Черновцы : Прут, 1993. – 111 с.
- Ильина Л. Я верю в жизнь: стихи / Л. Ильина ; худож. В. Готынчан. – Чернівці : Місто, 1999. – 131 с.
- Ильина Л. Ступени в грядущее / Л. Ильина ; худож. Н. Балабан. – Черновцы : Місто, 2004. – 107 с.
- Ильина Л. Под вечным парусом зари : стихи / Л. Ильина ; худож. Н. Балабан. – Черновцы : Місто, 2005. – 91 с.

### Твори для дітей
- Ильина Л. Хорошо иметь друзей : стихи / Л. Ильина ; худож. Л. Годун. –Киев : Веселка, 1982. – 16 с. : ил.
- Ильина Л. Разговаривали пони : стихи и скороговорки / Л. Ильина ; худож. С. Скачко. – Киев : Веселка, 1987. – 23 с. : ил.
- Ильина Л. Сам игрушки мастерю : стихи / Л. Ильина ; худож. В. Юдина.  – Киев : Вэсэлка, 1991.  – 14 с. : ил.
- Ильина Л. Шкатулка с секретом : стихи для детей / Л. Ильина ; худож. О Ступак,  Н. Глєбова. – Чернівці : Зелена Буковина, 2002. – 19 с. : ил.
- Ильина Л. Раньше всех я завтра встану : стихи / Л. Ильина ; худож. оформ. Н. Балабан. – Черновцы : Місто, 2008. – 32 с. : ил.
- Ільїна Л.  Примхлива киця : вірші для дітей дошкільного віку / Л. Ільїна ; худож. оформ. Н. Балабан. – Чернівці : Місто, 2009. – 32 с. : іл.
- Людмила Ільїна // Глогорожечка : книга для читання дітям дошк. та мол. шк. віку / уклад. М. Івасюк, Л. Поляк-Депутат. – Чернівці : Букрек, 2003. – С. 133.
- Людмила Ільїна // Буковинчики : книга для дітей і про дітей / упоряд. О. Поляк (Депутат). – Чернівці : Видавничий дім «Букрек», 2020.  – С. 146.

Вірші-присвяти Л. Ільїній
На зав'язі межі : до сороковин втрати української письменниці Людмили Ільїної : [серія листівок-присвят] / упоряд. Василь Джуран // На зав’язі межі. – Чернівці : Родовід, 2023. – 12 с.
На полустанку живослова : до 65-ї річниці заснування Чернівецької обласної організації Національної спілки письменників України : серія листівок віршів-присвят / упоряд. Василь Джуран // На полустанку живослова. – Чернівці : Родовід, 2023.  – 48 с.